# Mikheil Djixkariani
Mikheil Djixkariani   (Sukhumi, 1 de novembre de 1969) és un exfutbolista professional georgià que va jugar com a davanter.

## Clubs
Djixkariani va jugar principalment a Geòrgia (en un principi com a integrant de la URSS) i Rússia. Va començar a jugar als equips georgians (soviètics aleshores) del Dinamo Tbilissi, Dinamo Batumi i Samtredia però el seu millor moment el va viure des del 1990 al 1993 al Tskhumi Sokhumi, on va arribar a ser nomenat futbolista georgià de l'any 1992. Entre el 1993 i el 1995 va passar pel Wormatia Worms Alemany i l'FC Dinamo Kíiv d'Ucraïna per anar després a jugar a Rússia va jugar a FC KAMAZ Naberezhnye Chelny, FC Torpedo-ZiL Moskva, FC Sokol-Saratov, FC Krasnoznamensk i FC Neftyanik Ufa. Finalment va tornar a Geòrgia per retirar-se a l'Ameri Tbilissi.

## Selecció
Va ser convocat dos cops per la selecció georgiana. Un amistós al 1991 contra Moldàvia on va marcar un gol i un partit de classificació per a l'Eurocopa del 1996, que va guanyar Geòrgia a Tirana contra Albània.